# Ohimè, se tanto amate
Ohimè, se tanto amate es un madrigal a 5 voces perteneciente al cuarto libro de madrigales de Claudio Monteverdi. Está basado en un poema de Gian Battista Guarini.
Es una obra sofisticada y compleja, compuesta para ser ejecutada por cantantes profesionales ya que las melodías no son sencillas.
En este madrigal se observa el interés de Monteverdi por dar mayor comprensibilidad al texto, usando menos contrapunto que en obras anteriores y utilizando casi exclusivamente formas silábicas, es decir que en cada sílaba del texto se canta una nota.
Está compuesto por cuatro secciones, cada una de las cuales tiene música distinta y todas concluyen en una cadencia. El elemento unificador es la palabra “Ohime”, sobre la cual se canta un motivo formado por una tercera descendente, en general a partir de un tiempo débil, que da idea de un suspiro, siguiendo la técnica del madrigalismo.
En esta obra, Monteverdi experimenta con audaces combinaciones armónicas y disonancias.

## Texto
| Original en Italiano Ohimé, se tanto amate di sentir dir Ohimè, deh perché fate chi dice Ohimè morire? S'io moro un sol potrete languido, e doloroso Ohimè sentire; Ma se, cor mio, [vorrete]1 che vita [habb'io]2 da voi, e voi da me, avrete mille e mille dolci Ohimè. | Traducción al español Aymé, si tanto amáis oír decir «Aymé», ay, ¿por qué hacéis morir al que dice «Aymé»? Si me muero, oír podréis un solo y único lánguido y doloroso «Aymé»; mas si, corazón mío, queréis que vida tenga de vos, vos de mí tendréis mil y mil dulces «Aymé». |